# 청진철도국
청진철도국(淸津鐵道局)은 조선민주주의인민공화국의 철도국으로서 함경북도 청진시에 자리잡고 있다.

## 개요
청진철도국은 함경북도 도당 소재지인 청진시에 자리잡고 있으며 함흥철도국과는 평라선의 여해진-룡대 사이를 경계로 하면서 함경북도와 량강도 일대의 화물 및 여객수송을 담당하고 있다.
1984년 현재 청진철도국 산하의 분국, 대들은 아래와 같다.
- 분국 - 길주, 백암, 삼봉, 라진
- 기관차대 - 길주, 청진, 철송, 혜산, 회령, 삼봉, 두만강, 라진
- 차량대 - 백암, 위연
- 객화차대 - 길주, 청진, 남양, 라진, 두만강, 근동조차장
- 철길대 - 길주, 청진, 고무산, 삼봉, 선봉, 부거, 백암, 가림, 유평
- 전철대 - 김책, 위연, 경성, 고무산, 부거
- 전기대 - 길주, 백암, 청진, 삼봉, 라진

이와 같이 청진철도국에는 4개의 분국, 8개의 기관차대, 2개의 차량대, 6개의 객화차대, 9개의 철길대, 5개의 전철대, 5개의 전기대 등이 있으며 역은 222개소에 이른다. 그 중에는 김책, 길주, 룡반, 백암, 송평, 청진, 청진조차장, 고무산, 회령, 무산, 철송, 남양, 두만강, 백암, 혜산 등 15개의 기술역과 길주, 함북화성, 경성, 반죽, 관해, 라진, 선봉, 새별, 온성, 회령, 무산, 부령, 백암, 운홍, 검산리, 장평 등 16개소의 집중화물장이 있다.

## 화물철도
청진철도국은 1983년 현재 철도화물수송량의 22.1%를 담당하여 함흥, 개천철도국 다음으로 세번째 자리를 차지하며 화물순환에서는 24%를 차지해 함흥철도국 다음 자리를 차지하고 있다. 청진철도국에서 담당하는 철도국내 화물수송의 품종별 구성은 석탄이 26.2%로 첫자리이며 광석이 18.7%로 2위, 그다음 목재, 금속, 연유, 건재의 순위로 되여있다. 전국 석탄총수송량의 14.4%를 차지하여 평양, 개천철도국 다음으로 석탄수송을 담당하고 있다. 석탄의 품종구성은 유연탄 78.6%, 수입 콕스탄이 20.5%, 무연탄이 0.9%이다. 광석의 경우 대부분 무산광산의 철광석이며 그 외 석회석, 마그네사이트, 활석, 유색금속정광 등이다. 목재는 두만강역을 통해 반입된 수입품으로 대부분이 전국각지로 나르는 통과화물이고 량강도와 함경북도 내에서 발송되는 목재는 대부분 길주팔프공장, 길주합판공장 등 관내에서 소비된다. 연유의 경우에는 관내 화물수송량의 6.5%를 차지하는데 이는 수입해 온 원유를 승리화학련합기업소에서 가공정제하여 전국각지로 나르는 것이다.
철도국 관내에는 전용선을 가진 역이 100개소 있으며 193개의 전용선을 277개의 공장, 기업소들이 사용하고 있다. 주요 전용선들의 배치상태는 1984년 현재 다음과 같다.
- 김책역 - 성진내화물공장선, 수산사업소선, 량정사업소선
- 일신역 - 일신린회석광산선
- 장평역 - 성진제강련합기업소선
- 로동역 - 함북일신탄광선
- 길주역 - 팔프공장선, 합판공장선, 침목방부공장선, 기계공장선, 량정사업소선
- 신명천역 - 고참탄광선
- 상룡전역 - 채석사업소선
- 함북화성역 - 화학공장선
- 룡현역 - 모래선
- 경성역 - 6월5일전기공장선, 량정사업소선
- 생기령역 - 요업공장선
- 승암역 - 승암도자기공장선
- 라남역 - 제약공장선, 탄광기계공장선
- 남강덕역 - 김책제철련합기업소선, 청진서항부두선
- 수남역 - 청진조선소선, 청진제강소선, 청진화학섬유련합기업소선, 청진장공장선
- 청진역 - 청진동항부두선
- 부령역 - 부령야금공장선
- 고무산역 - 고무산세멘트공장선
- 철송역 - 무산광산련합기업소선
- 중도역 - 석회석공장선
- 회령역 - 곡산공장선, 탄광기계공장선, 제지공장선
- 유선역 - 유선탄광선, 내화물공장선
- 금생역, 동포역, 성평역, 풍인역, 고건원역 - 탄광선
- 온성역 - 주원, 온성, 상화 탄광역
- 춘두역 - 7월7일공장선
- 은덕역 - 오봉탄광선
- 회암역 - 7월7일화학분공장선
- 승리역 - 승리화학련합기업소선
- 라진역 - 라진항선, 조선소선, 6월12일공장선

## 여객철도
청진철도국 관할의 함경북도는 조선전국철도운영거리의 20.4%를 차지하며 전국철도여객수송량의 19%를 차지하고 있다. 이는 도인구의 전국비중에 비하면 1.8배 이상에 이른다. 이는 함경북도가 흑색금속공업, 석탄공업, 수산업 등을 가진 공업화된 도시이며 청진시를 비롯한 큰 공업도시, 항구도시를 가진 것과 관련된다. 함경북도에서 철도가 들어가 있지 않은 군은 화대군하나뿐이다. 함경북도에서 여객열차운영조직을 보면 청진과 평양을 잇는 2개의 급행열차를 비롯하여 라진-온성으로부터 평양에 이르는 준급행열차, 청진과 신의주를 연결하는 준급행열차, 라진과 갈마, 온성과 해주, 두만강과 단천 사이를 운행하는 보통열차 등 8개의 장거리여객열차가 운행되고 있으며 그 외 라진-온성, 청진-무산사이를 비롯해 도내 지선에서 여객열차가 운행되고 있다. 함경북도의 통근열차운행은 1984년 현재 23개 구간에서 63개 편성이 운행되고 있다. 함경북도에서 통근열차는 청진지구, 무산지구, 회령지구를 비롯해 김책, 길주, 훈융, 라진 등을 중심으로 운행되고 있다.
량강도는 전국철도여객수송량의 3.3%를 차지하고 있으며 1개의 시, 4개의 읍, 14개의 로동자구가 철도에 의해 연결되여있다. 그러나 량강도에는 11개군 가운데 7개 군에 철도가 1986년 현재 연결되여있지 않고 있다. 혜산-길주, 백암-무산 사이에 여객열차가 운용되고 있고 그 외 혜산-못가, 혜산-량강대평 사이 지선에서 혁명사적지 답사를 위한 노선들이 있다. 통근열차는 혜산-대오천 사이에 두 편성, 백암-운송-혜산 사이에 한 편성이 운행되고 있다.

## 참고 문헌
- 강필순 외, 조선지리전서 (운수지리). 교육도서출판사, 1988. p184-187, 200, 204

## 같이 보기
- 조선민주주의인민공화국의 철도